# Montchauvet, Yvelines
Montchauvet este o comună în Franța, situată în departamentul Yvelines din regiunea Île-de-France.

## Geografie

Locația Montchauvet în Yvelines.

### Locație
Comuna Montchauvet face parte din regiunea naturală și agricolă Drouais, situată în nord-vestul departamentului Yvelines, la 15 kilometri sud-vest de Mantes-la-Jolie, subprefectură, și la aproximativ 45 de kilometri nord-vest de Versailles, reședința departamentului.
Comunele limitrofe sunt Boinvilliers la nord-vest, Courgent la est, Mulcent la sud-est, Civry-la-Forêt la sud, Tilly la sud-vest și Dammartin-en-Serve la nord.

### Hidrografie
Două cursuri de apă confluează în comuna Montchauvet, curgând prin văi înguste. Acestea sunt Vaucouleurs, un râu de 20 km, afluent al Senei, orientat sud-vest - nord-est, și Ouville (uneori ortografiat „Houville”), un pârâu de 10 km care curge de la vest la est și se varsă în Vaucouleurs în aval de sat.
Prezența acestor cursuri de apă, susceptibile de a provoca inundații în cazul precipitațiilor de intensitate excepțională, expune o parte a teritoriului la riscuri de inundații. Comuna este inclusă într-o zonă R111-3, care servește drept plan de prevenire a riscurilor de inundații (PPRI), aprobat în 1992.

### Relief și geologie
Teritoriul comunei depășește cu mult valea Vaucouleurs, atât la nord, cât și la sud de aceasta, pe platoul Mantois.
Datorită prezenței vechilor cariere subterane în subsol, în special în centrul satului, comuna Montchauvet este inclusă de inspecția generală a carierelor din Versailles printre cele 101 comune subminate din departamentul Yvelines.

### Transport si comunicatii

#### Rețeaua de drumuri
Montchauvet este situată puțin în afara drumului departamental D11, care leagă Bréval de Saint-Cyr-l'École și se află la nord de acesta. Drumuri locale de interes o leagă de Dammartin-en-Serve, Boinvilliers, Courgent, Mulcent, Orvilliers, Civry-la-Forêt și Tilly.

#### Transport în comun
Comuna este deservită de linia 2 a rețelei de autobuze Centre et Sud Yvelines.

### Clima
În 2010, clima din comuna Montchauvet era de tip oceanic al câmpiilor din Centru și de Nord, conform unui studiu a CNRS care se baza pe o serie de date care acoperă perioada 1971-2000. În 2020, Météo-France a publicat o tipologie a climei din Franța metropolitană în care comuna este expusă la un climat oceanic și se încadrează în regiunea climatică sud-vestică a bazinului parizian, caracterizată prin precipitații scăzute, în special în primăvară (120 până la 150 mm) și un iarnă rece (3,5 °C).
Pentru perioada 1971-2000, temperatura medie anuală este de 10,7 °C, cu o amplitudine termică anuală de 14,2 °C. Cantitatea medie anuală de precipitații este de 679 mm, cu 10,9 zile de precipitații în ianuarie și 8,3 zile în iulie. Pentru perioada 1991-2020, temperatura medie anuală observată la stația meteorologică situată în comuna Magnanville la 9 km distanță în linie dreaptă, este de 11,6 °C, iar cantitatea medie anuală de precipitații este de 641,5 mm. Pentru viitor, parametrii climatici estimati pentru comună pentru anul 2050, conform diferitelor scenarii de emisii de gaze cu efect de seră, pot fi consultati pe un site dedicat publicat de Météo-France în noiembrie 2022.

## Urbanism

### Tipologie
Montchauvet este o comună rurală, deoarece face parte din comunele puțin sau foarte puțin dense, conform grilei comunale de densitate a INSEE (Institutul Național de Statistică și Studii Economice).
De asemenea, comuna face parte din zona metropolitană a Parisului, fiind o comună din coroana metropolitană. Această zonă cuprinde 1.929 de comune.

### Utilizare simplificată a terenului
În 2017, teritoriul comunei era compus din 94,59% spații agricole, forestiere și naturale, 2,86% spații deschise artificiale și 2,55% spații construite.
Teritoriul comunal este în mare parte rural (94,6%), spațiul urban construit ocupând 20,36 hectare, adică 2,5% din teritoriul total.
Spațiul rural este dedicat în principal agriculturii, care ocupă 572,6 hectare, adică 71,3% din suprafața totală a comunei (suprafața comunei este estimată la 799 hectare de către Iaurif), fiind constituită aproape exclusiv din culturi mari (cereale, rapiță). Pădurile ocupă 168,4 hectare, adică 21% din total. Acestea sunt concentrate de-a lungul cursurilor de apă.
Habitatul este concentrat în satul istoric și este constituit exclusiv din locuințe individuale. Suprafețele destinate activităților economice și șantierelor reprezintă 1,2 hectare (0,2% din teritoriu). În spațiul urban deschis, care acoperă 22,67 hectare, sunt incluse parcurile și grădinile, ce însumează 18 hectare (inclusiv parcul castelului Trois Fontaines) și o parte din terenul de golf din Civry-la-Forêt, care se extinde pe aproximativ 5 hectare la limita sudică a comunei.

## Toponimie
Numele localității este atestat sub formele latinizate [apud] Montem Calvetum în 1203, Mons Calvus, Mons caleus, Mons Calveti în secolul al XIII-lea.
Este vorba de o formațiune toponimică medievală în Mont-, urmată de adjectivul chauvet „chelie”. Montchauvet este un sat situat pe o înălțime, dominând valea râului Vaucouleurs.
Omonimie cu Montchauvet (Calvados).

## Istorie
În Antichitate, teritoriul comunei Montchauvet era traversat de un drum care lega Parisul de Évreux, prin câmpia Versailles și Septeuil. Acest drum se afla între două itinerarii paralele: drumul Paris-Rouen prin valea Senei la nord și drumul Paris-Dreux prin Jouars (Diodurum), care figura în Itinerarium Antonini, la sud.
În secolul al XII-lea, situl este fortificat de regele Ludovic al VI-lea. Castelul este construit în 1136 de Amaury al III-lea de Montfort, iar orașul este înconjurat de ziduri.
În 1378, orașul este cucerit de Bertrand du Guesclin.
Regele Carol al V-lea, apoi Henric al IV-lea, ordonă demolarea completă a castelului.
La 1 decembrie 1909, un uragan violent s-a abătut asupra satului și a avariat clopotnița.
La 25 mai 1910, clopotnița a fost demolată prin dinamitarea efectuată de Geniul militar, ceea ce a provocat pagube importante căzând pe biserică și pe locuințe. Această clopotniță a fost reconstruită în 1912 de Jean Richepin, membru al Academiei Franceze, care a fost primar al comunei și a locuit la castelul Trois Fontaines.
La 8 iunie 1944, un avion militar englez a fost doborât pe teritoriul comunei. Cei șase ocupanți ai acestuia, printre care și pilotul J.E. Todd, din Royal Australian Air Force, sunt înmormântați într-un sector al cimitirului comunal.

## Administrație

### Organe administrative și judiciare
Comuna Montchauvet aparține cantonului Bonnières-sur-Seine și este atașată comunității de comune din ținutul Houdan.
Din punct de vedere electoral, comuna este atașată celei de-a noua circumscripții a departamentului Yvelines, o circumscripție cu predominanță rurală situată în nord-vestul departamentului Yvelines.
Pe plan judiciar, Montchauvet face parte din jurisdicția instanței din Mantes-la-Jolie și, ca toate comunele din Yvelines, se supune tribunalului judiciar și tribunalului comercial din Versailles.

### Date demografice

#### Evoluția demografică
Evoluția numărului de locuitori este cunoscută prin recensămintele populației efectuate în comună începând din 1793. Pentru comunele cu mai puțin de 10 000 de locuitori, un recensământ al întregii populații este realizat la fiecare cinci ani, populațiile legale pentru anii intermediari fiind estimate prin interpolare sau extrapolare. Pentru comună, primul recensământ exhaustiv în cadrul noului dispozitiv a fost realizat în 2007.
În 2021, comuna număra 295 locuitori, în creștere cu 8,06% față de 2015 (Yvelines: +2,04%, Franța fără Mayotte: +1,84%).
| An        | 1793 | 1821 | 1841 | 1856 | 1872 | 1886 | 1901 | 1921 | 1936 | 1962 | 1982 | 2006 | 2012 | 2021 |
| --------- | ---- | ---- | ---- | ---- | ---- | ---- | ---- | ---- | ---- | ---- | ---- | ---- | ---- | ---- |
| Populație | 447  | 488  | 569  | 421  | 345  | 291  | 323  | 251  | 221  | 193  | 202  | 285  | 274  | 295  |

#### Piramida vârstei
În 2018, rata persoanelor cu vârsta sub 30 de ani este de 33,2%, sub media departamentală de 38,0%. În schimb, rata persoanelor cu vârsta peste 60 de ani este de 24,8% în același an, în timp ce la nivel departamental este de 21,7%.
În 2018, comuna avea 150 de bărbați și 141 de femei, adică un procent de 51,55% bărbați, mult peste procentul departamental de 48,68%.

## Cultura și patrimoniul local

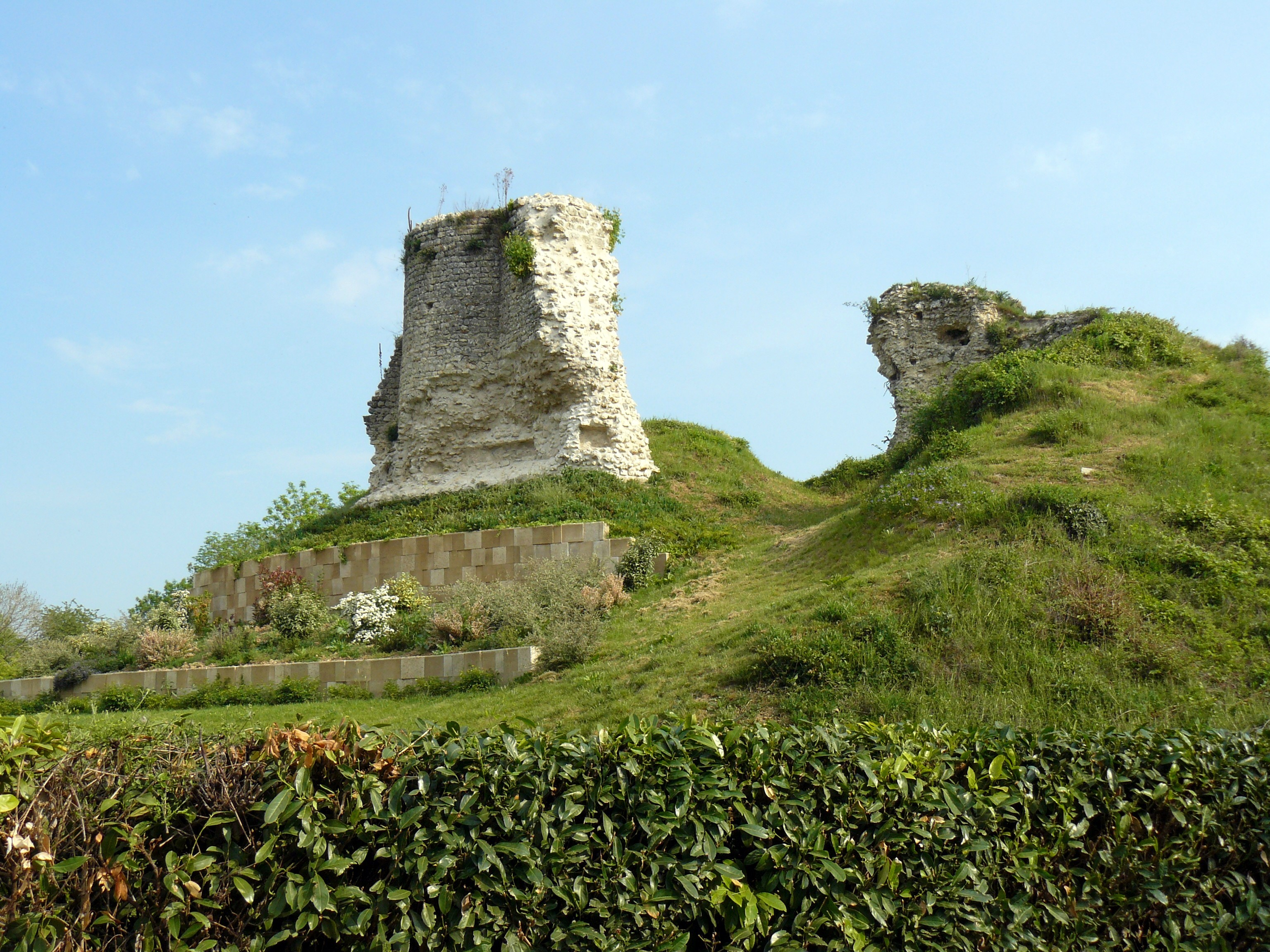
Ruinele donjonului.

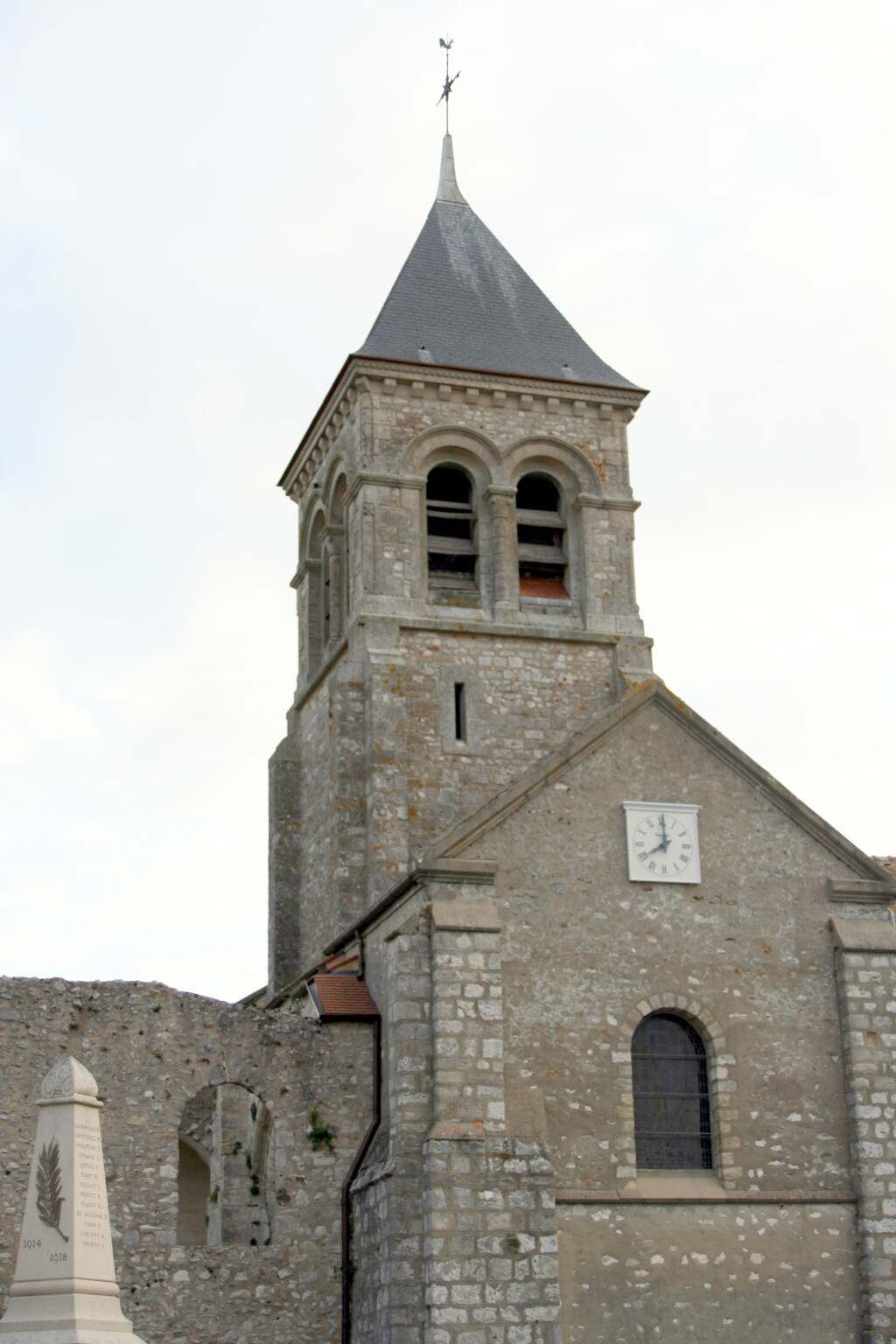
Turnul-clopotniță a fost reconstruit în 1912.

### Locuri si monumente
- Biserica Sainte-Marie-Madeleine: corul și naosul datează din secolele al XII-lea și al XIII-lea. Turnul pătrat datează din 1912. Cristelnița datează din secolul al XIII-lea.
- Pod cu arcade din piatră[36]: situat la vest de sat, pe pârâul Ouville. A fost construit în epoca lui Filip August. Este cunoscut sub numele de Pont de l'Arche (Podul Arcului).
- Poarta Bretania: vestigiu al vechilor fortificații, a doua incintă construită la cererea lui Filip August.
- Montchauvet are printre străzile sale Rue du Massacre, numită astfel în amintirea unei bătălii importante între armata franceză și cea engleză în timpul Războiului de 100 de Ani, care a făcut câteva sute de morți.
- Montchauvet dispunea odinioară de trei lăcașuri de cult: biserica Sainte-Marie-Madeleine, o capelă astăzi distrusă, ale cărei ruine sunt încă vizibile pe Rue du Massacre, și o altă biserică, ale cărei vestigii se rezumă la pivnițe boltite sub locuințele de pe Rue de la Porte de Bretagne.
- Montchauvet are un castel, Château des Trois Fontaines, la granița cu comuna Dammartin-en-Serve. A fost ridicat pentru Caterina de Medici, dar ea nu a beneficiat prea mult de el. Astăzi, este o reședință privată care nu se vizitează, fiind vizibilă doar de la distanță.
- Spălătoria din secolul al XIX-lea din Montchauvet, de-a lungul drumului către Mulcent, a fost complet restaurat.
- Ruinele donjonului sunt conservate în starea lor actuală.

Primarul actual a consolidat dealul pe care se înalță donjonul pentru a preveni prăbușirile. Un zid de fortificație se îndreaptă către pădure, dar nu este vizibil fără a intra pe teren (acces interzis). Sub fortificația feudală, pleacă un tunel subteran. Fortificația este încoronată de un donjon asociat cu construcția unei noi cetăți în al doilea sfert al secolului al XII-lea de către Ludovic al VI-lea și contele de Montfort.
- O legendă spune că un tezaur ascuns de călugări ar fi încă îngropat undeva în Montchauvet, poate sub ruinele donjonului.
- Conform unei alte tradiții, un tezaur important de obiecte și monede ar fi fost ascuns de protestanți în împrejurimi[38].

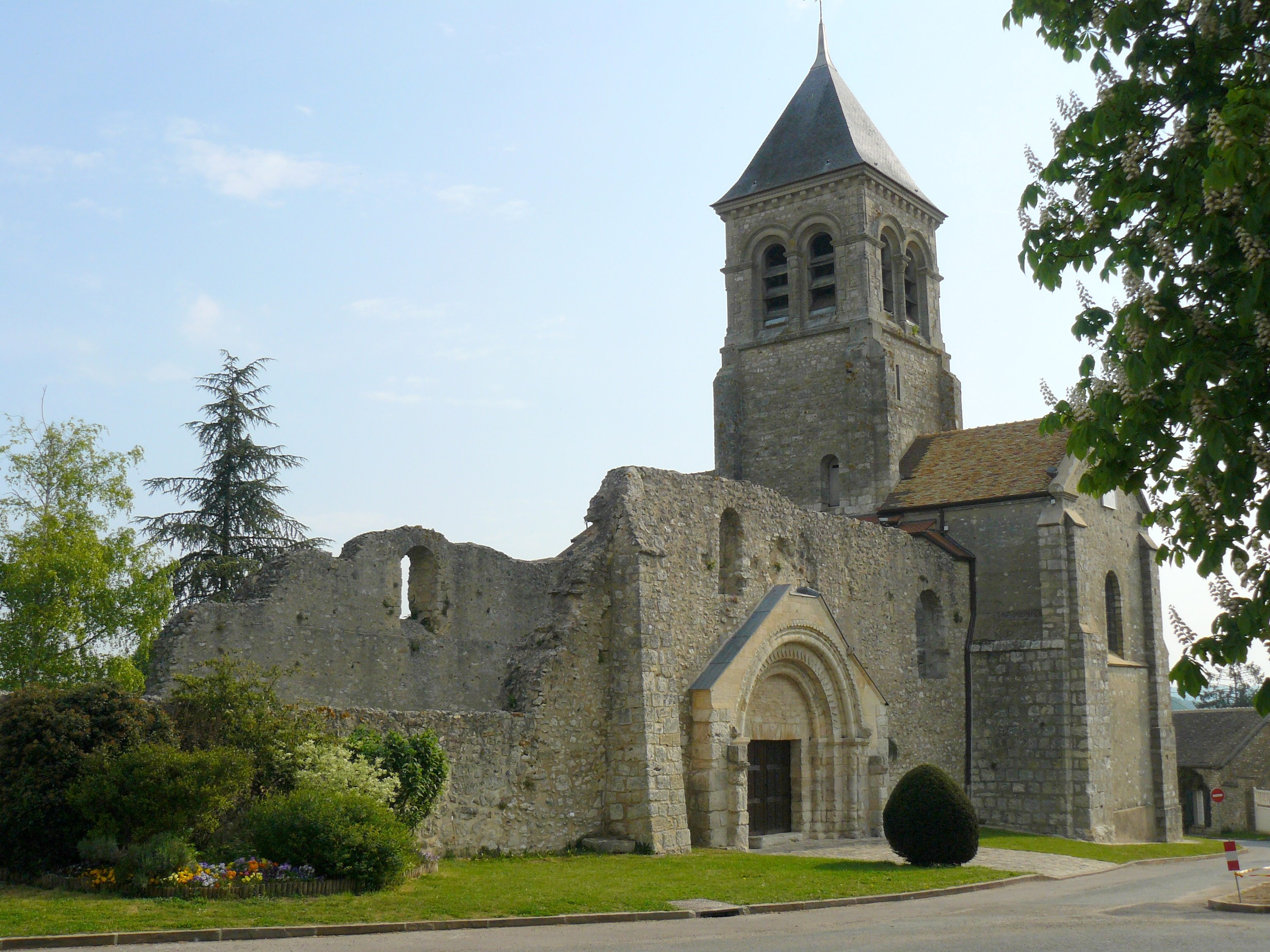
Biserica Sainte Marie-Madeleine.
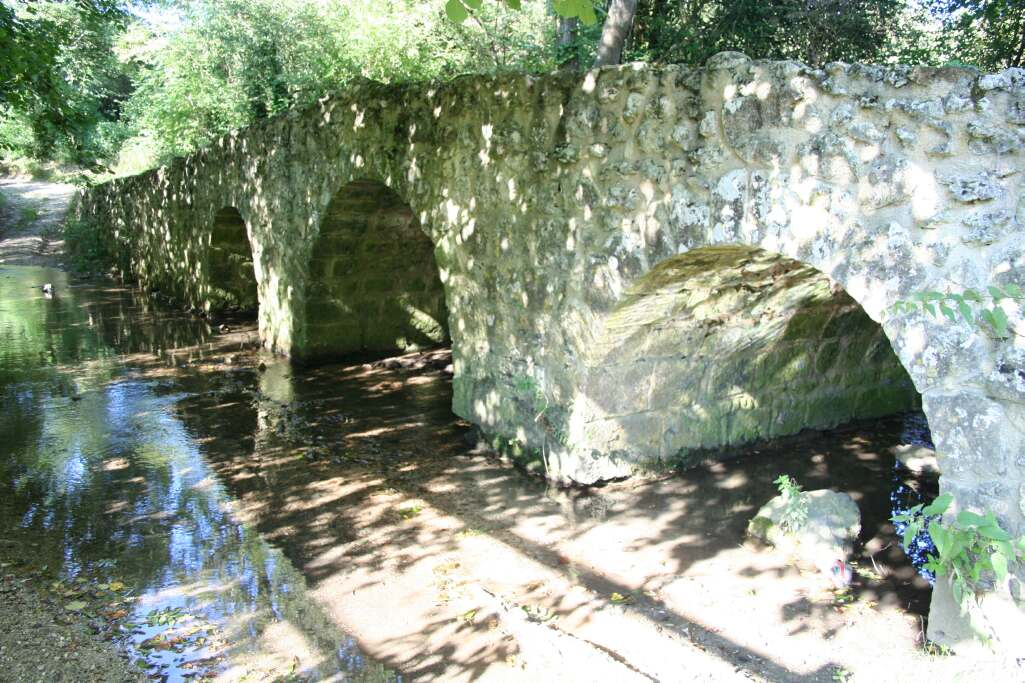
Pont de l'Arche.
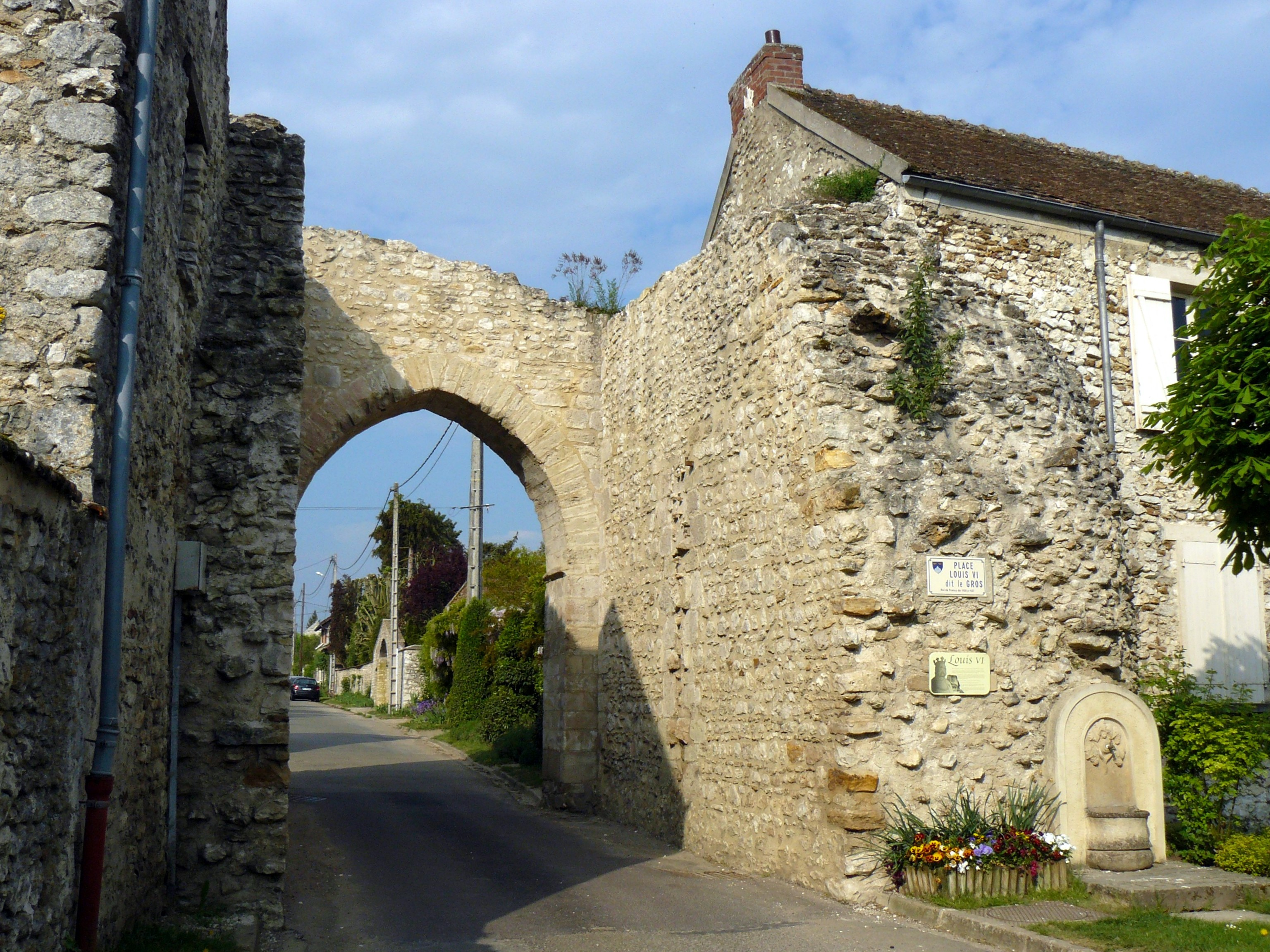
Poarta Bretania, vestigiu al fortificațiilor din secolul al XII-lea.
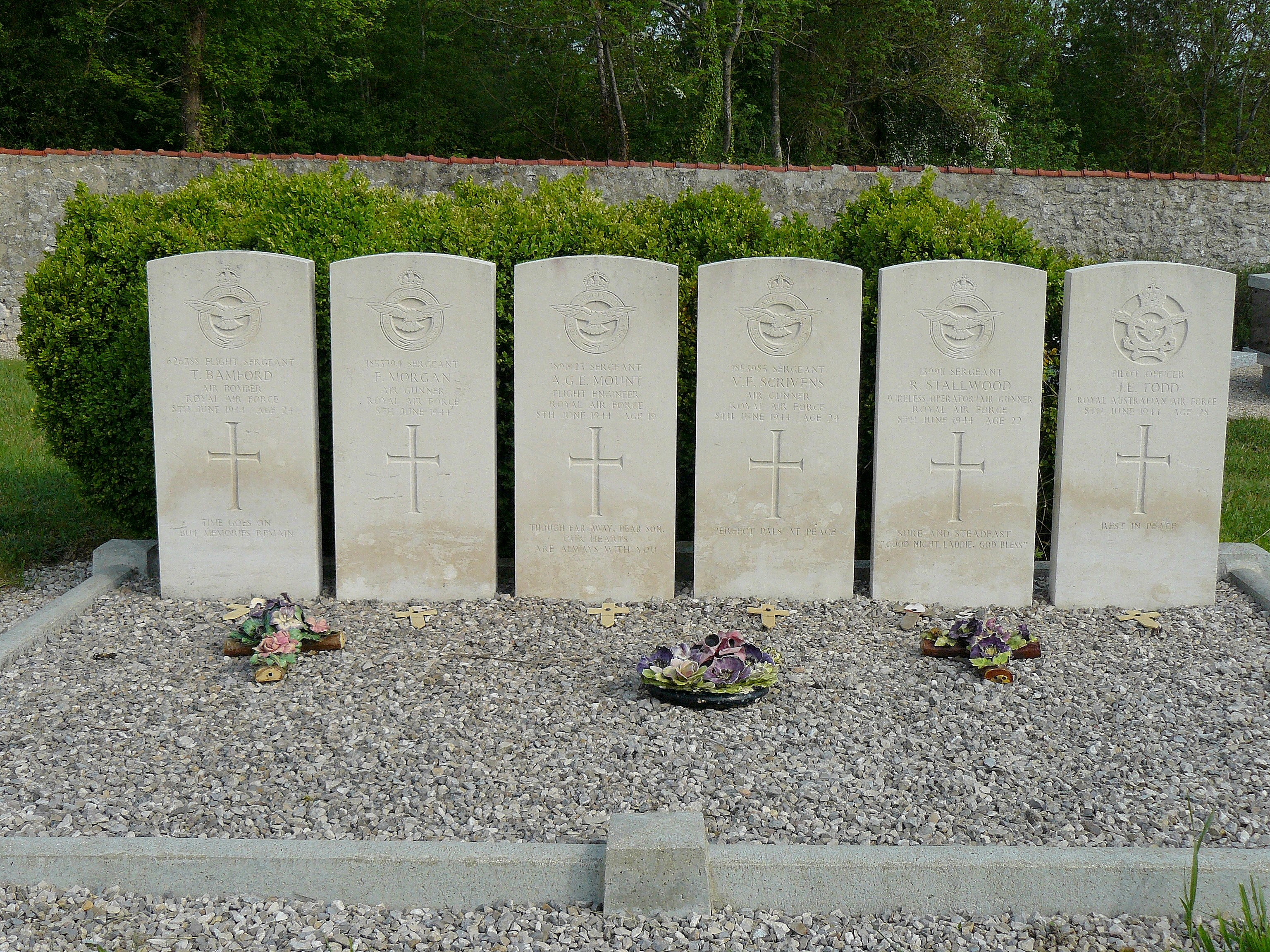
Mormintele echipajului avionului britanic doborât în iunie 1944.

### Personalități
- Jean Richepin (1849-1926), poet și autor dramatic, a locuit la Castelul Trois-Fontaines și a fost primar al comunei din 1912 până în 1919.
- Marcel Aymé (1902-1967), scriitor, prozator, dramaturg și eseist.
- Marc Chagall (1887-1985), pictor, ilustrator de carte.

### Heraldică
|  | Montchauvet - Azuriu, un munte de argint surmontat de două lilieci de aur desfășurați. - Deviza latină a Montchauvet este "Neutro se tenebunt", care se traduce prin „Ei rămân neutri”. Aceasta datează din domnia lui Ludovic al VI-lea cel Gros. Carta semnată între burghezi, familia de Montfort și rege indica faptul că locuitorii din Montchauvet trebuiau să rămână neutri în caz de conflict militar între Capețieni și Montfort. |